# Пияле-паша
Пияле́ Мехме́д-паша́ (тур. Piyale Mehmed Paşa; 1515—1578) — выдающийся османский адмирал. Происходил из семьи сапожника (венгерской или хорватской национальности). Будучи взят в плен и обращён в ислам в детском возрасте, достиг положения второго визиря, выше которого только великий визирь и султан. Был ценим и любим Сулейманом I, который женил его на своей внучке, дочери своего наследника — Селима II. Четырнадцать лет занимал пост капудан-паши (главнокомандующего флота), и после этого ещё являлся командующим в операциях, несмотря на то, что номинально командующими были другие. Командовал османским флотом в сражении у острова Джерба, где разгромил объединённый испано-итальянский флот. Был командующим османским флотом во время Великой осады Мальты, где несогласованность действий с командующим сухопутными силами, Мустафой-пашой, привела к отступлению. Являлся командующим флотом во время покорения Кипра. Покорил Хиос. В честь Пияле-паши названы корабли ВМФ Турции.

## Происхождение
В Вакуфной грамоте Пертева-паши, в которой Пияле-паша указан свидетелем, он записан как «Пияле бин Абдурахман». Известно, что мать Пиале была и оставалась христианкой, и он перевёз её в Стамбул, когда стал капудан-пашой.
Однозначного мнения о национальности Пияле-паши нет. Герлах, живший в Стамбуле в 1573—1578 годах в качестве священника при австрийской миссии, называет его сыном хорвата-сапожника из Венгрии (из Тольны). Большинство источников сходится в том, что Пияле ребёнком был подобран на территории Венгрии и привезён в Стамбул после битвы при Мохаче:
в 1573 году венецианские послы Андреа Бадоаро и Константино Гардзони соответственно доносили в сенат, что «он был найден в канаве у границ Венгрии больной и брошенный во время экспедиции султана Сулеймана» и «Пиали был обнаружен собаками султана Сулеймана в канаве, когда он проходил в первый раз в Венгрии, и он был наг, и слаб».
Однако Сюрейя считает его хорватом.
Хаммер не определился в этом вопросе и называет Пиале-пашу то хорватом, то венгром: «хорватом Пияле», «Пияле-пашой венгром или хорватом», «венгром по рождению».

## Карьера

### Начало службы
Образование получил в Эндеруне. Выйдя из Эндеруна в 1547 году получил звание капыджибаши (начальник внутренней охраны султанского дворца).
В 1554 году он стал санджакбеем Галлиполи и капудан-пашой. Участвовал в нападении на острова Эльба и Корсика вместе с такими выдающимися адмиралами, как Тургут-реис и Салих-реис. В мае 1555 года султан Сулейман I послал его с заданием помочь Франции против Испании по просьбе Екатерины Медичи, матери короля Франциска II. Османский флот под началом Пияле-паши соединился с французским флотом у Пьомбино и успешно отбил нападение, захватив несколько испанских крепостей на Средиземном море.
После неудачной попытки захватить Пьомбино и остров Эльбу, в 1556 году Пияле-паша занял порты Оран и Тлемсен, и привёл свой флот с добычей в Константинополь. В следующем году (в мае 1557 года) он вернулся в море с шестьюдесятью кораблями, овладел портом Бенезерт и до зимы патрулировал побережье Северной Африки, вернувшись в Стамбул 11 декабря. Через год, весной 1558 года, он привел свои галеры к острову Майорка, взял богатую добычу и захватил большое количество жителей в плен.
В июне 1558 года вместе с Тургут-реисом Пияле-паша вступил в Мессинский пролив и захватил Реджио-ди-Калабрию. Оттуда они пошли к Эолийским островам, Амальфи, Сорренто и Масса-Лубренсе. Они высадились у Торре-дель-Греко на побережье Тосканы и Пьомбино. В сентябре 1558 году, они подошли к испанскому побережью перед захватом Менорки.
Король Испании Филипп II обратился к папе Павлу IV и союзникам в Европе, чтобы противостоять Османской угрозе. Сложился союз Генуэзской республики, Великого Тосканского герцогства, Папской области и Мальтийского ордена.

### Сражение у острова Джерба
В марте 1560 года союзный флот под командованием Джованни Андреа Дориа, племянника знаменитого генуэзского адмирала Андреа Дориа, собрался в Мессине. Испанскими силами командовал вице-король Сицилии герцог Мединасели. Они подошли к Джербе, 14 тысяч человек захватили её главную крепость — османский форт Бордж-эль-Кебир. Шейхи острова признали сюзеренитет испанского короля и обязались платить ему дань в размере 6 тысяч экю. Герцог Мединасели ожидал увидеть турок в середине июня, но уже 11 мая османские корабли появились у берегов Туниса и с ходу приступили к высадке на остров. Османский флот, ведомый Пияле-пашой преодолел расстояние от Стамбула до Джербы всего за двадцать дней, застав противников неподготовленными. Испанский командующий оставил на Джербе экспедиционный корпус и, отступая, повёл свои корабли на север. Пияле-паша преследовал его, и 14 мая в проливе у островов Керкенна флот христиан был уничтожен. После этого на Джербу высадился Тургут-реис во главе пятитысячного войска. С кораблей Пияле-паши высадилось ещё семь тысяч человек. 31 июля, после двух месяцев осады, форт пал. Пияле-паша доставил в Стамбул около 5000 пленных.
Триумфальное возвращение флота в Стамбул было описано Бусбеком. 27 сентября сам Сулейман находился в киоске  дворца, выходящем на порт, почтив адмирала при входе флотилии в порт. На юте флагмана были помещены Дон Альваро де Санде, генерал Дон Санчо де Левия (командир эскадры Сицилии) и генерал из эскадры Неаполя Дон Беренджер Кекеннес. Захваченные галеры тащили на буксире, без мачт и рулей. Через три дня заключённые, скованные втроём, были проведены по улицам Стамбула от Арсенала к дивану; Дону Альвару сделали предложение (которое он отверг) стать главнокомандующим армии против Персии, если он отречется от своей веры и откажется от службы императору. Он был освобожден из заключения вместе с Доном Санчо де Левия благодаря хлопотам Бусбека и обещанию выкупа, жил в доме Бусбека и через 4 года был выкуплен из плена.
Однако, несмотря на свой триумф, Пияле-паше с трудом удалось избежать серьёзных неприятностей. Бусбек утверждает, что Пияле-паша спрятал на Хиосе Гастона, сына герцога Мединасели, чтобы самому получить выкуп. Рустем-паша заподозрил его и по указанию Сулеймана начал розыск. Пияле-пашу спасла своевременная смерть Гастона от чумы. Хаммер вслед за Бусбеком подозревает Пияле в том, что он каким-то образом поспособствовал смерти молодого человека.

### Осада Мальты

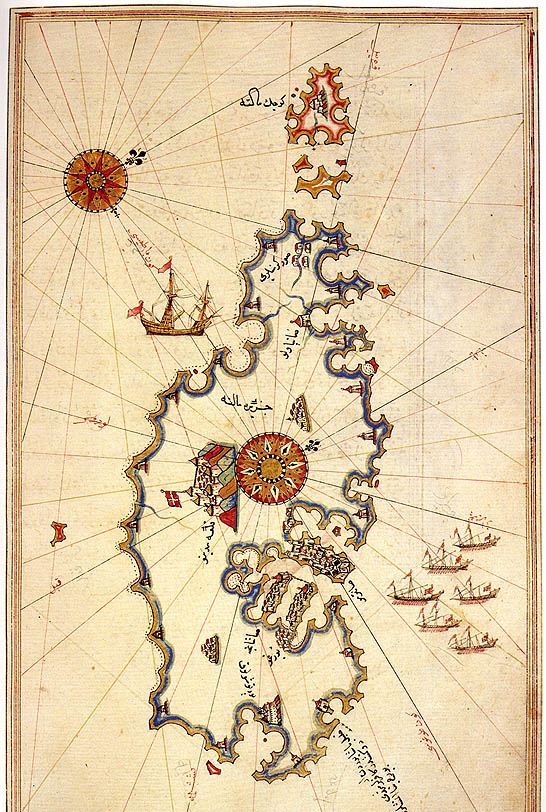
Мальта, карта Пири-реиса

В 1565 году Пияле был четвёртым визирем и вместе с Тургут-реисом командовал османскими войсками при осаде Мальты.
Сулейман повелел:
«Я намерен завоевать остров Мальта, и я назначил Мустафу-пашу командующим в этой кампании. Остров Мальта — это штаб-квартира для неверных. Мальтийцы уже заблокировали маршрут, используемый паломниками-мусульманами и торговцами в восточной части Белого моря  по пути в Египет. Я приказал Пияле-паше принять участие в походе с Имперским флотом»
Великий визирь Али, провожая армаду и глядя на Мустафу-пашу и Пияле-пашу, саркастически заметил: «Вот два господина с развитым чувством юмора, любители опиума и кофе. Они отправляются на увеселительную прогулку к островам. Готов поспорить, что весь груз — это арабские бобы и мак».
К моменту подхода противника на острове было примерно 540 рыцарей с оруженосцами, около 1000 испанских пехотинцев и ополчение в количестве около 4000 человек.
Османская армия состояла из 40 000 человек, и прибыла на более чем 200 судах (включая 130 галер, 30 галеасов и 11 парусных судов).
Османский флот подошёл к Мальте 18 мая 1565 года. Кораблями командовал Пияле-паша, сухопутными войсками — Кизилахметли Мустафа-паша. 23 мая началась бомбардировка Форта святого Эльма. Через несколько дней прибыл Тургут-реис, который лично принял командование над осаждающими войсками. Форт продержался 31 день. Когда 23 июня османская армия, наконец, пробила себе путь внутрь, то в живых осталась малая часть из первоначального гарнизона. Турки взяли всего 9 пленных. Потери османов были так велики (включая и Тургут-реиса) (около 8 000 человек), что, по словам Франческо Балби, Мустафа-паша произнёс: «Если столь маленький сын так дорого обошёлся нам, то какую цену мы должны заплатить за отца?».

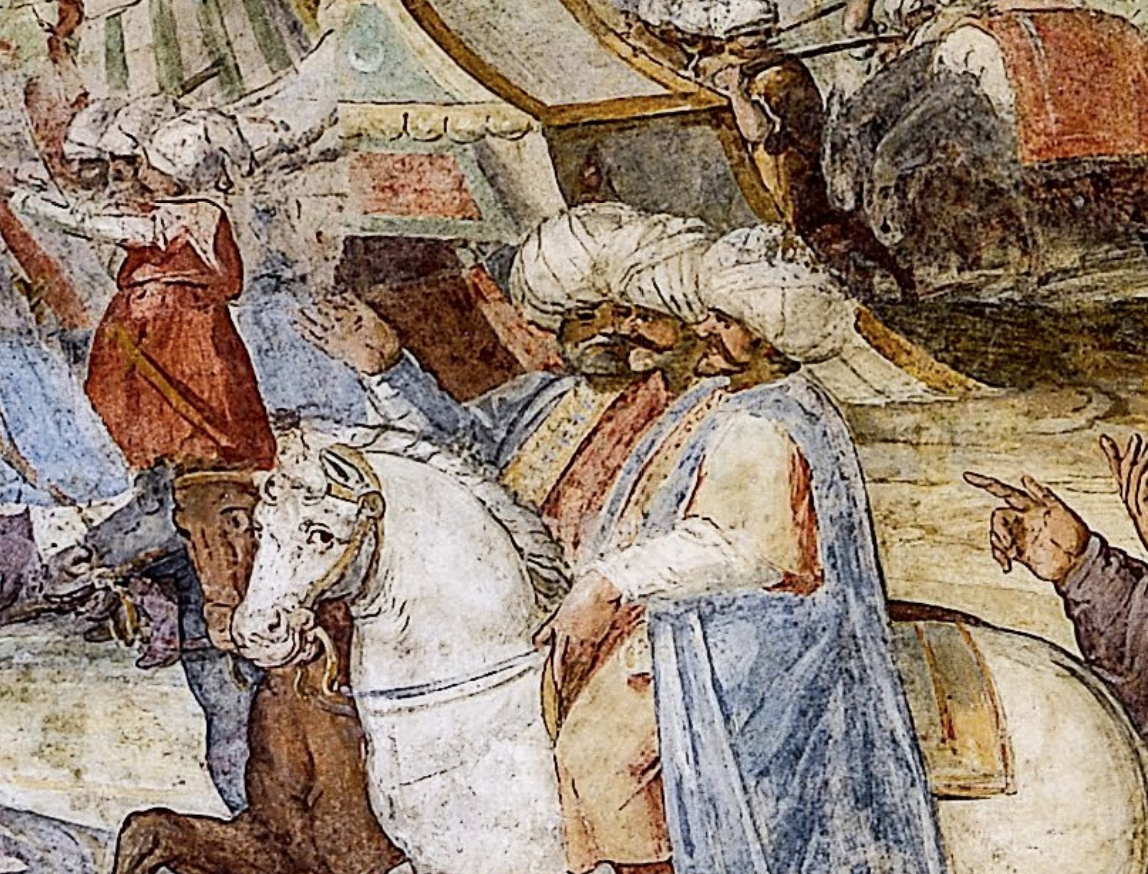
Драгут, Мустафа и Пияле на Мальте,
фреска Перес, Маттео, XVI век

После взятия Форта святого Эльма активность осаждающих сосредоточилась на полуостровах Сенглеа и Биргу. Чтобы передвинуться на новые позиции южнее им пришлось тащить все свои тяжёлые пушки и припасы. Кроме того, в день падения форта святого Эльма к мальтийским рыцарям прибыло подкрепление с Сицилии — 1000 человек, в том числе 42 рыцаря. После того, как на помощь к рыцарям 7 сентября прибыло 9 тысяч человек, османская армия сняла осаду и отплыла с Мальты. Пияле-паша и Мустафа-паша заранее послали Сулейману сообщение о неудаче, что, как считали современники, спасло их головы. «Только со мной мои армии добиваются триумфа!» — сказал Сулейман, получив известия о неудаче.
Некоторые винили в этой неудаче Пияле, другие — сераскира Мустафу-пашу. Чтобы не пугать людей печальным зрелищем побежденных галер, несущих на себе следы боя, Пияле было приказано зайти в порт ночью. В диване, который состоялся вскоре после этого, Сулейман не обращался к первому и второму визирям Соколлу-паше и Пертеву-паше, и к остальным тоже, чтобы смягчить как-то немилость пятого визиря, сераскира Мальтийской экспедиции, с которым он не разговаривал. Ахмед-паша, бейлербей Румелии был в походе к Софии, когда он узнал о возвращении своего брата сераскира Mустафы. Среди людей в свите Ахмеда как чтец Корана был будущий историк Селаники. Именно с его слов известно о большинстве событий того времени.
Мустафа-паша лишился и своей должности и милости султана Сулеймана I, в то время как Пияле-паша сохранил звание капудан-паши, будучи в фаворе у султана.

### Хиос

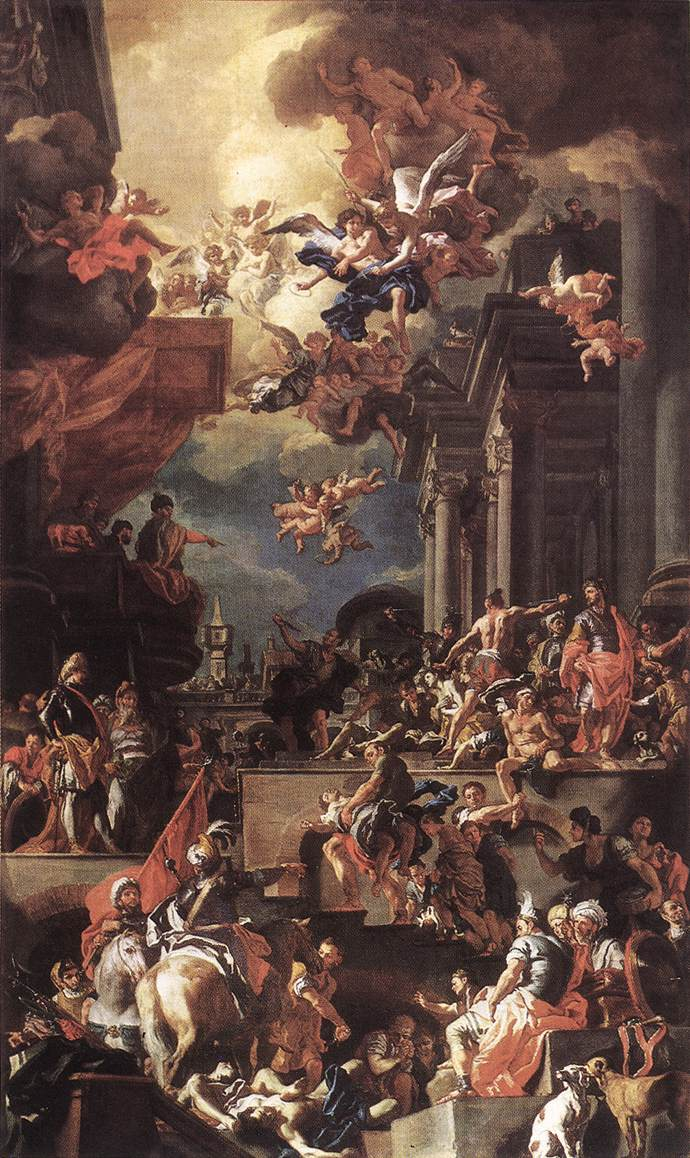
Франческо Солимена. «Истребление Джустиниани на Хиосе»

При Мехмеде Фатихе Хиос согласился платить дань султану в 1458 году, но остров подчинялся Генуе, что не устраивало османов.
В апреле 1566 Пияле-паша мирно занял Хиос. Флот, которым командовал Пияле-паша, встал на якорь у входа в гавань 14 апреля. Пияле-паша прислал правителям острова распоряжение явиться на его флагман. Там османский адмирал объявил, что жители Хиоса навлекли на себя гнев султана, ибо они рассылают повсюду шпионов, укрывают беглых рабов, дают приют итальянским пиратам и не платят дань. Судя по всему, обвинения были не беспочвенны. Пияле-паша огласил требование султана занять Хиос. После переговоров с правителями острова его войска высадились на остров, боеприпасы и склады были конфискованы, был поднят турецкий флаг. Затем на берег сошёл Пияле-паша; двух солдат, обидевших мирных горожан, показательно посадили на кол. На следующий день Пияле-паша приказал разбить статуи святых в соборе и двух церквях, и церкви превратить в мечети, но собор был оставлен епископу. Управители острова были арестованы и после отправлены в Кафу. Освобождены они были через 4 года после долгих просьб Пия V и французского посла.
Османы арестовали около пятисот человек, в большинстве своём не являвшихся жителями Хиоса, их погрузили на галеры, чтобы потом продать или получить за них выкуп. Среди них было множество рыцарей Мальтийского ордена, а также Винченцо Джустиниани с остальными 12 правителями. Кроме того, мальчики из семьи Джустиниани в возрасте между 12 и 16 годами были вывезены в Стамбул (21 подросток). Легенды семьи Джустиниани гласят, что, принуждаемые отречься от католической веры, трое из них приняли ислам, но остальные 18 не подчинились и были убиты после жестоких пыток 6 сентября 1566 года. По семейным преданиям они были канонизированы.
На Хиосе Пияле-паша оставил небольшой гарнизон и отправился к Наксосу, который тоже подчинился османам. Затем Пияле-паша направился к побережью Апулии; он опустошил его и по возвращении привез султану богатые трофеи.

### Начало правления Селима II. Бунт янычар

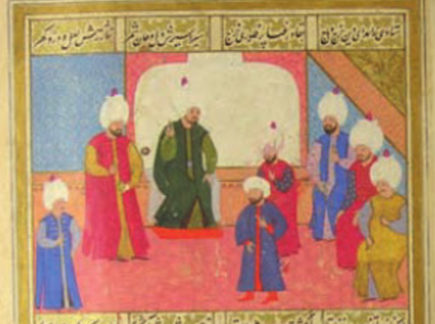
Аудиенция третьего визиря Пияле-паши. Шехнаме-и Селим хан, TSM, A3595, fol.29a

Почти через месяц после смерти Сулеймана Селим прибыл в Белград, вызванный письмом Соколлу Мехмеда-паши, и занял престол. Соколлу Мехмед-паша стал великим визирем, Пияле-паша получил пост третьего визиря. Четвёртым визирем стал Семиз Ахмед-паша, вторым визирем — Пертев-паша.
Но в Стамбуле во время торжественных мероприятий вспыхнул бунт янычар. Янычары взбунтовались, высказывали недовольство невыплатой жалования, оскорбляли визирей, сопровождавших султана. Они даже проклинали останки Сулеймана и угрожали его гробу. Пертев-пашу сбросили с лошади и сбили с головы тюрбан, Пияле-пашу, попытавшегося уговорить их успокоиться, стащили с лошади, напали на Ферхада-пашу и его лошадь. Семиз Ахмед-паша и Соколлу Мехмед-паша начали разбрасывать горстями монеты, и это помогло визирям отступить к воротам. Смелое вмешательство аги янычар Муэдзинзаде Али-паши не спасло ситуацию. По настоянию Соколлу Селим объявил о раздаче подарков и повышении оплаты для янычар; это разрядило обстановку и успокоило их.
Ага янычар Муэдзинзаде Али-паша получил освободившийся пост капудан-паши.

### Покорение Кипра

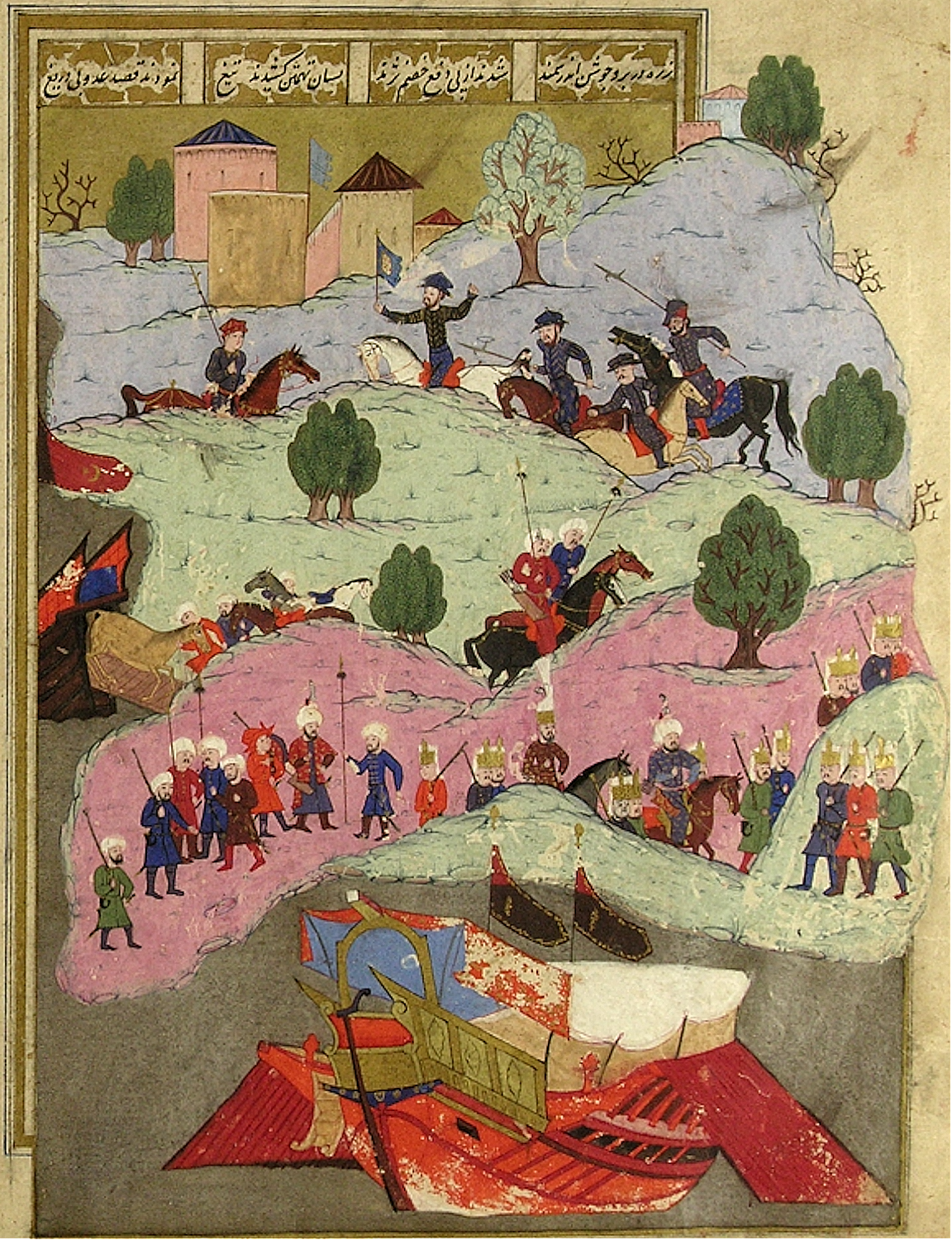
Османские войска высаживаются на Кипре.Шехнаме-и Селим хан, TSM, A3595, fol. 102b

Лала Мустафа-паша был назначен главнокомандующим сухопутными войсками на Кипре, командование флотом поручили Пиале-паше, а капудан-паша Муэдзинзаде Али-паша, был у него под началом. Флот был раздеден на три флотилии, которые доставляли армию на остров в марте, апреле и мае. Командование второй Пиале взял на себя, Али-паша командовал третьей.
В несколько заходов османский флот доставил на Кипр армию. Николо Дандоло, командующий обороной острова, не сумел помешать высадить на берег все их силы. Османы стремительно захватили Лимасол, разграбили город, и двинулись к Ларнаке.
В это время Пиале-паша пополнил в Эвбее запасы продовольствия и с восьмью тысячами солдат высадился на Тиносе. Они разграбили остров, но губернатору удалось его защитить.
Флот подвёз тяжёлую артиллерию и Лала Мустафа-паша созвал военный совет, предложив осаду Никосии, в то время, как Пиале высказался за осаду Фасагусты. Но Лала Мустафа не изменил решения.
В июле Мустафа-паша осадил Никосию.
Семь недель осады города Пиале провел с флотом у берегов Родоса.
Более месяца Лала Мустафа не мог преодолеть сопротивление защитников Никосии.
В августе Пиале с флотом высадился на Кипре в районе древнего Аматуса.
По возвращении флота от Родоса, Лала Мустафа потребовал от Али-паши и Пиале-паши снять по сто человек каждого корабля и дать ему.
Несмотря на то, что в этом случае корабли оставались беспомощны при возможном нападении венецианского флота, около 20 000 солдат и матросов прибыло в распоряжение сераскира.
9 сентября был начат последний штурм, бастионы города были захвачены и город пал.
11 сентября Лала Мустафа-паша отправил гонца в Фамагусту с предложением сдаться. В качестве дополнительного стимула была послана голова Николо Дандоло. Фамагуста, которую защищали Маркантонио Брагадин и Асторре Бальони, сдаваться отказалась. 17 сентября началась осада Фамагусты. Город был осаждён, однако взять его армия Лалы Мустафы-паши не смогла.

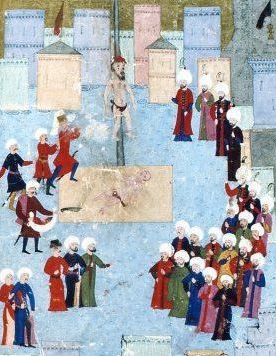
С Маркантонио Брагадино сдирают кожу. Шехнаме-и Селим хан, TSM, A3595, fol. 125b

Али-паша и Пиале-паша вернулись с флотом в Стамбул, оставив на Кипре сорок галер для обслуживания армии под командованием Хамзы-бея, бейлербея Родоса. Лала Мустафа-паша остался руководить осадой.
Объединённый христианский флот так и не пришёл на помощь осаждённым. Пороха не хватало, ещё сильнее ощущался недостаток продовольствия. 23 января несколько судов сумели прорвать блокаду и доставить в город припасы, однако этого было мало. В общей сложность осада продолжалась около года. 1 августа Фамагуста подняла белый флаг. Несмотря на то, что венецианцы капитулировали под гарантии свободного возвращения домой, которые Лала Мустафа-паша заверил своей подписью и печатью султана, своё слово он не сдержал. Когда Брагадин в сопровождении других защитников явился для передачи ключей от города, Мустафа лично набросился на него и отрезал ухо.
Началась резня, итогом которой стала гора из 350 голов, сваленных у шатра Мустафы. Через две недели, после пыток и издевательств, 17 августа 1571 года Брагадин принял мучительную смерть: с него содрали живьём кожу на глазах оставшихся в живых и ставших пленниками жителей Фамагусты. Сохранилось свидетельство Франческо Меризи Караваджо (дяди художника), описавшего подробности в своём дневнике. Все выжившие жители Фамагусты попали в плен. Головы казнённых военачальников и содранную кожу Брагадина Лала Мустафа-паша привёз в Константинополь в подарок султану.
По сообщениям историков, зверства Лала Мустафы-паши были вызваны несколькими причинами. Во-первых, он был разозлён длительным сопротивлением и большими потерями, во-вторых, Брагадин вёл себя надменно, отказался при переговорах оставить заложника, В-третьих, Лала Мустафа-паша обвинял его в убийстве 50 мусульманских паломников. Он произнёс во время казни: «пролившего кровь мусульман должна настигнуть расплата».

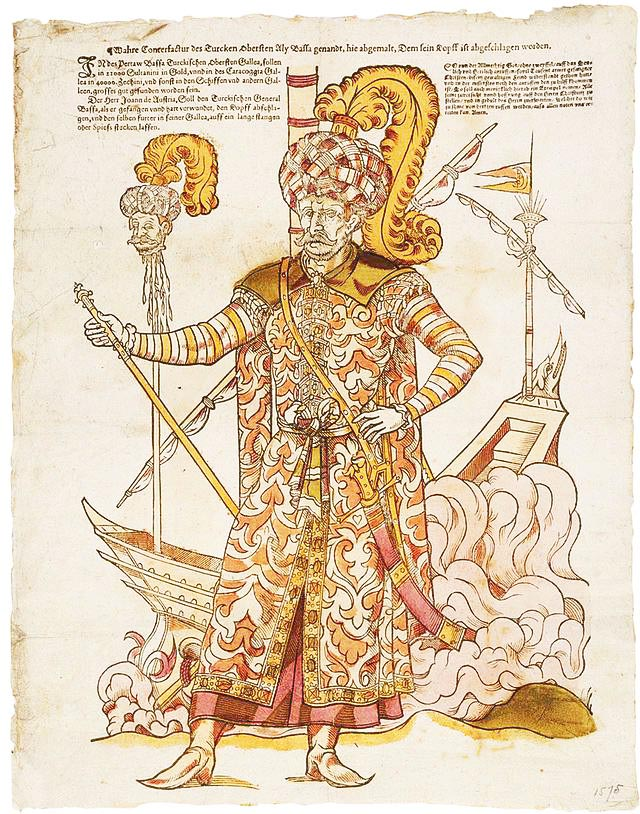
Али-паша Муэдзинзаде. Сзади видна его же голова на пике после битвы.

### Лепанто
В 1571 году османский флот под руководством Муэдзинзаде Али-паши потерпел сокрушительное поражение от сил Священной лиги. Сам Али-паша погиб, двое его сыновей попали в плен. Спастись удалось малой части галер (87) под руководством Улуча Али. Пияле-паша тоже привел в Стамбул спасшиеся от разгрома 120 боевых галер и 13 транспортных кораблей.
В 1571/1572 году Пияле-паша получил пост второго визиря и был направлен вновь возглавить флот. Менее, чем за год, Пияле-паша смог его возродить, и уже в 1574 году Улуч Али отвоевал Тунис у Испании и её вассалов — Хафсидов.
В мае 1573 Пияле-паша ещё раз высадился в Апулии и в ноябре привёз в Стамбул много добычи и пленников. Это была его последняя экспедиция.

## Семья
1 августа 1562 года Сулейман устроил тройную свадьбу. Он выдавал замуж своих внучек, дочерей единственного оставшегося в живых сына и наследника — будущего Селима II. Пияле женился на Гевхерхан-султан (Гевхери Мулюк-султан). Иногда ошибочно указывают, что свадьба Пиале состоялась в 1566 году.
В этом браке родилось шестеро детей, трое из которых пережили младенчество:
- Айше Атике Ханым-султан (1563-?) — была замужем за Доганджибаши Фюлаге-агой[58].
- Фатьма Ханым-султан
- Султанзаде Мехмед-бей — санджакбей Мореи[58], с 1582 года — санджакбеем Герцеговины[1].

Одна из дочерей Пияле-паши и Гевхерхан-султан была выдана замуж в январе 1598 года за Синанпашазаде Мехмеда-пашу, сына Коджи Синана-паши и дочери Селима I. Однако, была ли это Фатьма или Айше (которая могла овдоветь к тому моменту), источники не упоминают.
Всего у Пияле-паши было 11 детей (7 сыновей и 4 дочери), из этого следует, что у него была семья до брака с дочерью Селима, в которой было 5 детей (3 сына и 2 дочери):
- Хызыр-бей в 1563/1564 году был мутаферрика[1][k 6].
- Мустафа-бей 20 июля 1600 года получил из казны в долг 20000 акче[1].
- Хатидже-хатун
- два сына (умерли в 1571 и 1573 годах) и дочь (умерла в 1576 году)[1]

## Смерть
Считается, что он умер 21 января 1578 годаот болезни мочевыводящих путей и похоронен в мечети Пияле-паши, построенной Синаном в Стамбуле. Это согласуется с данными о втором браке Гевхерхан-султан с Джеррах Мехмедом-пашой, заключённом примерно в 1579 году. Однако существует «Дарственная грамота» на имя Пияле-паши от Селима II, которая датирована 1587 годом. Если в грамоте или её истолковании нет ошибок, то из текста грамоты следует, что Пияле-паша был жив в 1587 году.

## Личность
В марте 1573 года был подписан османо-венецианский мир. Перед его подписанием и первые месяцы после подписания активизировалась дипломатическая переписка. Сразу два донесения одновременно были отправлены из Стамбула в Венецию. Антонио Бадоаро и Константино Гардзони доносили о своих контактах с визирями, описывая их внешность, характер, возраст, иные подробности. «Я пришёл лично поговорить с пашами»,- пишет Бадоаро, перечисляя шестерых визирей и давая им оценку с точки зрения возможности взаимодействия: Мехмед, Пиали, Тас (Тал у Гардзони), Ахмед, Мустафа и Синан.
Возраст и внешность Пияле-паши венецианские послы описывали так: «пятьдесят—пятьдесят один год» (Андреа Бадоаро), «Пиали примерно пятьдесят лет, рост скорее небольшой, чем средний, чёрные волосы, коричневый цвет лица» (Константино Гардзони), «желтизна лица, которая происходит от употребления опиума» (Константино Гардзони).
Характеризуя положение Пияле-паши при дворе они писали: «очень любим султаном» (Константино Гардзони), «после Мальтийской кампании он сохранил своё положение» (Андреа Бадоаро); «небольшой друг первого визиря Мехмеда, возможно, полагая, что тот в большем фаворе у султана… Он будет первым визирем после смерти Мехмеда, будучи вторым визирем, хотя Мустафа-паша будет претендовать» (Константино Гардзони).
О личных качествах отзывы таковы: «хороший моряк и отважный солдат» (Андреа Бадоаро), «обнаружил в нём крайнюю злобность (malignità)» (Андреа Бадоаро).
«Он не очень богат по сравнению с другими крупными пашами, и он тратит много из-за султанши его жены. У них около триста рабов-христиан, с которым обращаются хуже, чем с другими рабами [у других хозяев]» (Константино Гардзони).

## Благотворительность

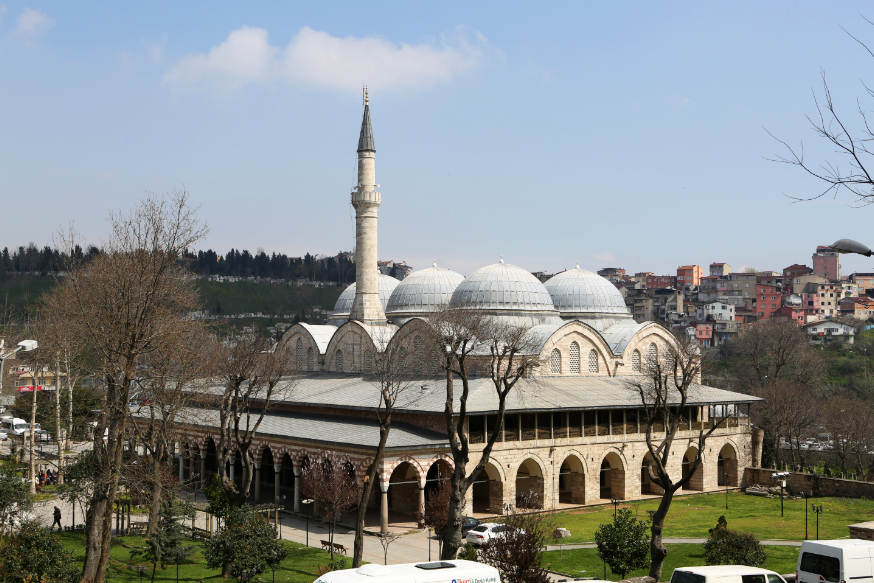
Мечеть Пияле-паши

Пияле-паша следовал традиции, согласно которой чиновники и члены правящей семьи тратили большие суммы на благотворительность, постройку общественных зданий. Он профинансировал несколько проектов:
- Мечеть Пияле-паши[англ.] построена 1573 году в квартале Касымпаша Синаном. В 2012 году при открытии крыла исламского искусства Лувра представители Министерства Культуры Турции заявили, что восемь керамических панно были незаконно вывезена в конце XIX века и должны находиться в мечети Пияле-паши в Стамбуле[71][72].
- Мечеть Кючюк Пияле-паша[73].
- Мечеть в Эйюпе.
- Гостиница, фонтан и начальная школа у базара Махмутпаша[тур.].
- Мечеть в Килитбахире.
- На Хиосе мечети, гостиница, бани и фонтаны.
- В Ускюдаре был сад, который носил его имя.

## Оценка и память
По словам Франко Кардини, Пиале-паша был выдающимся османским адмиралом. Андре Клот называл его одним из величайших адмиралов. Иногда его называют знаменитым или великим. Деятельность Пиале-паши высоко оценивается историками. Победа под Джербой называется одной из величайших побед османского флота, отметившей зенит османского доминирования в Средиземноморье.  Несколько кораблей Военно-морских сил Турции названы в его честь:
- TCG Piyalepasa (D350)[англ.][79].
- HMS Meteor (G73)[англ.][80].

## Комментарии
1. ↑  Киоск - это павильон,  беседка или терраса.
2. ↑  Существует распространенное заблуждение, что при осаде Мальты командовал Лала Мустафа-паша. Однако современники[21][22] и историки[23][24] однозначно указывают, что это был Кизилахметли Мустафа-паша. Возможно, что заблуждение связано с той жестокостью, которую проявил Мустафа-паша, показавший  себя не менее кровожадным, чем Лала Мустафа-паша на Кипре.
3. ↑  Госпитальеры — рыцари святого Иоанна.
4. ↑  Османское название Средиземного моря.
5. ↑  Согласно Алдерсону Али-паша был женат на неизвестной по имени дочери Сулеймана, а сыновья Али-паши были внуками Сулеймана[56].
6. ↑  Мутаферрика  — привилегированная категория придворной гвардии султана, получавшая жалованье из казны, они получали образование и воспитание в специальной школе Эндеруна, в которую по индивидуальному отбору зачислялись сыновья высшей знати[8].
7. ↑  Мехмед  —  Соколлу Мехмед-паша, Тас  —  Зал Махмуд-паша,  Ахмед — Семиз Ахмед-паша, Мустафа —  Лала Мустафа-паша, Синан — Коджа Синан-паша.

#### На русском языке
- Финкель, Кэролайн[англ.]. История Османской империи: Видение Османа. — Москва: АСТ, 2005.
- Кардини Ф. Европа и ислам: История непонимания. — Москва: Александрия, 2007. — P. 166. — 832 p. — (Становление Европы). — ISBN 978-5-903445-06-6.
- Лорд Кинросс. Расцвет и упадок Османской империи = Lord Kinross. The Ottoman Centuries. The Rise and Fall of the Turkish Empire. — 1. — М.: Крон-пресс, 1999. — 696 с. — ISBN 5-232-00732-7.
- Норвич Д. Срединное море. История Средиземноморья. — Москва: АСТ, 2010. — 832 p. — (Историческая библиотека (новая)). — ISBN 978-5-17-052189-0.
- Брагадино, Марк-Антонио // Военная энциклопедия : [в 18 т.] / под ред. В. Ф. Новицкого … [и др.]. — СПб. ; [М.] : Тип. т-ва И. Д. Сытина, 1911—1915.

#### На иностранных языках
- Beyer G.E., Mabe R.C. Tin Can: An Incomplete History of the USS Fiske (англ.). — CreateSpace Independent Publishing Platform, 2015. — P. 170. — ISBN 151538845X, 978-1515388456.
- Blackman R. Jane's Fighting Ships 1963—4 (англ.). — London: Sampson Low, Marston & Co. Ltd, 1964.
- Traces of the Ottoman-Turkish Presence in Southern Italy with Particular Reference to Apulia // Elevating and Safeguarding Culture Using Tools of the Information Society: Dusty traces of the Muslim culture :  [англ.]. — ISBN 978-960-233-187-3.
- Conflict and Conquest in the Islamic World: A Historical Encyclopedia (англ.) / Mikaberidze A. — Москва: ABC-CLIO, 2011. — Vol. 1. — 1042 p. — ISBN 1598843362, 9781598843361.
- Abulafia, David. The Great Sea (англ.). — Oxford: University Press, 2011. — ISBN 978-0-19-532334-4.
- Alberi Eugenio[итал.]. Relazioni degli ambasciatori veneti al Senato (итал.). — Firenze Clio, 1840.
- Alderson, Anthony Dolphin. The Structure of the Ottoman Dynasty (англ.). — Oxford: Clarendon Press, 1956.
- Аргентис, Филиппос. Chius Vincta, or the Occupation of Chios by the Turks and Their Administration of the Island , Described in Contemporary Diplomatic Reports (англ.). — Cambridge: University Press, 1941.
- Balbi, Francesco[англ.]. The Siege of Malta, 1565 (англ.). — Boydell Press, 1965. — ISBN 1843831406.
- Bostan, İdris. Piyale Paşa (тур.). — 2007. — Т. Islamansiklopedisi, 34 Cilt. — С. 296—297.
- Busbecq, Ogier Ghiselin de. The Life and Letters of Ogier Ghiselin de Busbecq (англ.). — LONDON: C. KEGAN PAUL & CO., 1881.
- Fetvaci E. The production of the Şehnāme-i Selim Hān (англ.) : Muqarnas: an Annual on the Visual Cultures ofthe Islamic World. — 2009. — P. 263—315.
- Хаммер-Пургшталь, Йозеф фон ; Hellert,J.-J. Histoire de l'Empire ottoman, depuis son origine jusqu'à nos jours (фр.). — Paris: Bellizard Barthès, Dufour & Lowell, 1836. — Vol. 6.
- Hammer-Purgstall, Joseph von ; Hellert,J.-J. Histoire de l'Empire ottoman, depuis son origine jusqu'à nos jours (фр.). — Paris: Bellizard Barthès, Dufour & Lowell, 1836. — Vol. 7.
- Klot A. Suleiman: The Magnificent (англ.). — New Amsterdam Books, 1992. — 399 p. — ISBN 1561310395, 9781561310395.

- Long G. The Biographical Dictionary of the Society for the Diffusion of Useful Knowledge (англ.). — Longman, Brown, Green, and Longmans, 1843. — Vol. 2(1).

- Öztuna, Yılmaz[тур.]. Kanuni Sultan Süleyman (тур.). — Ötüken Neşriyat A.Ş., 2016. — 208 с.
- Peirce, Leslie P. The Imperial Harem: Women and Sovereignty in the Ottoman Empire (англ.). — Oxford: Oxford University Press, 1993. — ISBN 0195086775, 9780195086775.
- Süreyya, Mehmed[нем.]. Sicill-i Osmani (тур.). — Istanbul, 1996. — Т. 1.
- Süreyya, Mehmed. Sicill-i Osmani (тур.). — Istanbul, 1996. — Т. 4.
- Tezcan, Baki. The Second Empire: The Transformation of the Ottoman Polity in the Early Modern Era (англ.) : Comparative Studies of South Asia, Africa and the Middle East. — Oxford, 2009. — P. 556—572.
- Turati, Paolo. Notturno barocco : vicende della vita e del periodo storico del Caravaggio tratte dalle Annotazioni diarie sul mondo di Francesco Merisi (англ.). — Ananke, 2005. — ISBN 8873250912.
- Uzunçarşılı, İsmail Hakkı. Osmanlı Tarihi (тур.). — Ankara: Türk Tarih Kurumu, 1988.
- "Storia dei Giustiniani di Genova"(сайт) // Noble genovese family, dinasty from Chios, Aegean sea (итал.).